# Joey Dorsey
Richard Elmer „Joey“ Dorsey (* 16. Dezember 1983 in Baltimore, Maryland) ist ein US-amerikanischer Basketballspieler. Nach dem Studium in seinem Heimatland spielte Dorsey bis 2011 drei Jahre als Profi in der NBA, ohne dort richtig Fuß zu fassen. Anschließend setzte er seine Karriere in Europa fort und konnte mit Olympiakos Piräus den höchstrangigen europäischen Vereinswettbewerb EuroLeague 2011/12 sowie eine griechische Meisterschaft gewinnen. 2014 gewann Dorsey mit dem FC Barcelona auch die spanische Meisterschaft.

## Karriere
Dorsey besuchte die „Prep School“ Laurinburg Institute in der gleichnamigen Stadt in North Carolina, um dort die Voraussetzungen für die Aufnahme eines Studiums zu erreichen. Als knapp 21-Jähriger schaffte er schließlich 2004 die Aufnahme in die Hochschulmannschaft Tigers der University of Memphis, die damals in der Conference USA (C-USA) der National Collegiate Athletic Association (NCAA) spielten. Unter dem bekannten Trainer John Calipari reichte es 2005, nachdem man das Finale des Meisterschaftsturniers der C-USA mit einem Punkt Unterschied gegen die Cardinals der University of Louisville verloren hatte, zunächst nur zur Qualifikation zum National Invitation Tournament, bei dem die Tigers im Halbfinale gegen die Hawks der Saint Joseph’s University scheiterten. 
In den folgenden drei Jahren verloren die Tigers gegen Mannschaften der C-USA nur ein Meisterschaftsspiel und gewann jeweils auch das Meisterschaftsturnier der C-USA. Beim landesweiten NCAA-Endrundenturnier verlor man 2006 im Viertelfinale Elite Eight gegen die UCLA Bruins. Ein Jahr später trafen die Tigers beim Endrundenturnier in der gleichen Runde auf die Buckeyes der Ohio State University und Dorsey machte mit einer Kampfansage gegenüber Greg Oden von sich reden, bei dem er das Leistungsvermögen des später im NBA-Draft 2007 an erster Stelle ausgewählten Spielers in Frage stellte und Oden schlecht machte. Dies ging jedoch deutlich nach hinten los, nachdem Oden einer der entscheidenden Spieler beim Sieg der Buckeyes über die Tigers war, während Dorsey ohne eigene Punkte blieb.
Ein Jahr später machten es die Tigers mit Dorsey besser und erreichten das Final Four des Turniers 2008, bei dem man im Halbfinale auch dank 15 Rebounds von Dorsey die Bruins schlug und im Endspiel gut zwei Minuten vor Schluss mit neun Punkten Vorsprung gegen die Jayhawks der University of Kansas führte. Doch insbesondere vergebene Freiwürfe der späteren NBA-Profis Derrick Rose und Chris Douglas-Roberts gaben Mario Chalmers zehn Sekunden vor Schluss die Möglichkeit, mit einem Wurf von jenseits der Dreipunktelinie das Spiel auszugleichen und eine Verlängerung zu erzwingen, die die Jayhawks mit sieben Punkten Unterschied gewannen. Vom „Champion“ Jayhawks wurden gleich fünf Spieler im anschließenden Draftverfahren der NBA ausgewählt, während Dorseys knapp fünf Jahre jüngerer Mannschaftskamerad Derrick Rose im NBA-Draft 2008 als erster Spieler verpflichtet wurde. Noch vor Endrunden-Topscorer Douglas-Roberts wurde Dorsey an 33. Position von den Portland Trail Blazers ausgewählt, die ihn direkt im Anschluss in einem Spielertausch zu den Houston Rockets schickten.
Bei den Rockets absolvierte Dorsey in der NBA 2008/09 nur drei Kurzeinsätze und wurde zwischenzeitlich an das Farmteam Rio Grande Valley Vipers abgegeben, um Spielpraxis in der NBA Development League (D-League) zu sammeln. In der NBA 2009/10 wiederholte sich dies, bevor Dorsey im Februar 2010 nach weiteren sieben NBA-Einsätzen in einem Spielertausch zu den Sacramento Kings kam, für die er bis Ende März weitere acht Kurzeinsätze hatte. Anfang April wurde Dorsey von den Toronto Raptors unter Vertrag genommen, für die er in 43 Einsätzen in der NBA 2010/11 auch in einzelnen Spielen als Starter agierte bei einer durchschnittlichen Einsatzzeit von gut zwölf Minuten pro Spiel. Nachdem Dorsey gut drei Punkte und vier Rebounds pro Spiel für die Raptors erzielt hatte, wurde er am Saisonende auch hier entlassen.
Zur Saison 2011/12 ging Dorsey nach Europa und spielte in der spanischen Liga ACB für den baskischen Verein Caja Laboral aus Vitoria-Gasteiz. Ende Januar 2012 entschloss man sich zur Trennung und Dorsey unterschrieb einen Vertrag beim griechischen Klub Olympiakos aus Piräus. Mit diesem Verein konnte er im Endspiel des höchstrangigen europäischen Vereinswettbewerb EuroLeague 2011/12 in den Schlusssekunden überraschend mit einem Punkt Unterschied PBK ZSKA Moskau bezwingen und den Titel erringen, nachdem man fast das gesamte Spiel teilweise hoch in Rückstand gelegen hatte. Dabei triumphierte Dorsey unter anderem auch über den ehemaligen Jayhawk Sasha Kaun, gegen den er im NCAA-Finale verloren hatte. Auch die griechische Meisterschaft in den Play-offs der A1 Ethniki konnte Olympiakos mit Dorsey gegen den Erzrivalen und Titelverteidiger Panathinaikos Athen gewinnen. Nachdem Dorsey trotz Gerüchten über eine Rückkehr in die NBA einen Zweijahresvertrag bei Olympiakos unterschrieben hatte, erzwang er mit negativen Äußerungen gegenüber seinen Mannschaftskameraden Ende Oktober 2012 seine Vertragsauflösung bei Olympiakos.
Schließlich wechselte Dorsey in die Türkiye Basketbol Ligi und spielte für Royal Halı aus Gaziantep die begonnene Spielzeit weiter. Der Erstliga-Neuling verpasste wegen des schlechteren direkten Vergleichs am Saisonende den Einzug in die Play-offs um die türkische Meisterschaft. Zur Saison 2013/14 wurde Dorsey vom spanischen Vizemeister FC Barcelona in die Liga ACB zurückgeholt und dieser kehrte damit auch in die Euroleague zurück, in der er mit den Katalanen in der EuroLeague 2013/14 das Final-Four-Turnier erreichte. Im Halbfinale ging Dorsey mit seiner Mannschaft gegen den nationalen Erzrivalen Real Madrid, gegen die man schon das nationale Pokalfinale im Copa del Rey de Baloncesto mit einem Punkt Unterschied verloren hatte, mit 62:100 unter und belegte nach einem Sieg im „kleinen Finale“ am Ende den dritten Platz. In der Play-off-Finalserie um die spanische Meisterschaft konnte sich Barcelona gegen den Hauptrundenersten und Titelverteidiger Real revanchieren und die „Königlichen“ aus der Hauptstadt in vier Spielen entthronen. In der dritten Auflage dieser Finalserienpaarung hintereinander holten sich die Katalanen um Dorsey den Titel aus Madrid zurück.
Für die NBA 2014/15 wurde Dorsey erneut von den Houston Rockets verpflichtet, bei denen er einst als in der NBA seine professionelle Karriere begonnen hatte. Die Texaner gaben ihm im Juli 2014 einen Zweijahresvertrag. Nach nur einer Saison wurde er allerdings an die Denver Nuggets abgegeben, dort aber entlassen, weswegen er sich entschied, seine Karriere in der Türkei bei Galatasaray Istanbul fortzuführen. Er kehrte anschließend erneut nach Barcelona zurück, gefolgt von Stationen in der Türkei, Griechenland und Südkorea. Ende November 2019 wurde Dorsey vom deutschen Bundesligisten Mitteldeutscher BC unter Vertrag genommen. MBC-Trainer Björn Harmsen erhoffte sich vom Altmeister insbesondere eine Verstärkung in der Verteidigung und als Führungspersönlichkeit. Nach dem Saisonende 2019/20 erhielt er von der Mannschaft keinen neuen Vertrag, Dorsey spielte danach auf Zypern.